# Joel Przybilla
Joel Przybilla  (Monticello, Minnesota, 10. kolovoza 1979.) američki je profesionalni košarkaš. Igra na poziciji centra, a trenutačno je član NBA momčadi Portland Trail Blazersa. Izabran je u 1. krugu (9. ukupno) NBA drafta 2000. od strane Houston Rocketsa.

## Srednja škola i sveučilište
Pohađao je srednju školu Monticello High School. Nakon srednje škole odlučio se na pohađanje sveučilišta u Minnesoti. Nakon dvije godine sveučilišta, Przybilla se odlučio prijaviti na NBA draft.

## NBA karijera
Izabran je kao 9. izbor NBA drafta 2000. od strane Houston Rocketsa. Ubrzo je mijenjan u Milwaukee Buckse u zamjenu za njihove izbore na draftu. Za Buckse je odigrao tri sezone te je 15. veljače 2004. mijenjan u Atlanta Hawkse. Nakon kraja sezone 2003./04., Przybilla je potpisao dvogodišnji ugovor vrijedan 3,35 milijuna dolara za Portland Trail Blazerse. Iduću sezonu odigrao je sjajno, prosječno postižući 6.4 poena, 7.7 skokova i 2.1 blokada za 24.4 minute u igri. Nakon završetka sezone 2005./06. Przybilla je postao slobodan igrač te je ubrzo potpisao petogodišnje produženje ugovora vrijedno 32 milijuna dolara čime je ostao član Blazersa. 22. ožujka 2008. Przybilla je ostvario učinak karijere sakupivši čak 25 skokova. 2. siječnja 2009. Przybilla je kažnjen sa 7,5 tisuća dolara zbog teškog prekršaja na Tysonu Chandleru.

## NBA statistika

### Regularni dio
| Godina    | Klub      | Odig. uta. | Uta. poč. | Min. | 2P%  | 3P%  | Sl. bac.% | Skok. | Asist. | Ukr. lop. | Blok. | Poena |
| --------- | --------- | ---------- | --------- | ---- | ---- | ---- | --------- | ----- | ------ | --------- | ----- | ----- |
| 2000./01. | Milwaukee | 33         | 13        | 8.2  | .343 | .000 | .273      | 2.2   | .1     | .1        | .9    | .8    |
| 2001./02. | Milwaukee | 71         | 62        | 15.9 | .535 | .000 | .422      | 4.0   | .3     | .3        | 1.7   | 2.7   |
| 2002./03. | Milwaukee | 32         | 17        | 17.1 | .391 | .000 | .500      | 4.5   | .4     | .3        | 1.4   | 1.5   |
| 2003./04. | Milwaukee | 5          | 0         | 6.6  | .000 | .000 | .500      | 2.0   | .6     | .0        | .0    | .2    |
| 2003./04. | Atlanta   | 12         | 12        | 26.2 | .360 | .000 | .414      | 8.4   | .3     | .4        | 1.4   | 4.0   |
| 2004./05. | Portland  | 76         | 50        | 24.4 | .598 | .000 | .517      | 7.7   | 1.0    | .3        | 2.1   | 6.4   |
| 2005./06. | Portland  | 56         | 52        | 24.9 | .548 | .000 | .532      | 7.0   | .8     | .4        | 2.3   | 6.1   |
| 2006./07. | Portland  | 43         | 43        | 16.3 | .474 | .000 | .370      | 3.9   | .3     | .2        | 1.6   | 2.0   |
| 2007./08. | Portland  | 77         | 67        | 23.6 | .576 | .000 | .680      | 8.4   | .4     | .2        | 1.2   | 4.8   |
| 2008./09. | Portland  | 82         | 43        | 23.8 | .625 | .000 | .663      | 8.7   | .3     | .4        | 1.2   | 5.5   |
| Ukupno    |           | 487        | 359       | 20.6 | .557 | .000 | .552      | 6.4   | .5     | .3        | 1.5   | 4.2   |

### Doigravanje
| Godina    | Klub      | Odig. uta. | Uta. poč. | Min. | 2P%   | 3P%  | Sl. bac.% | Skok. | Asist. | Ukr. lop. | Blok. | Poena |
| --------- | --------- | ---------- | --------- | ---- | ----- | ---- | --------- | ----- | ------ | --------- | ----- | ----- |
| 2000./01. | Milwaukee | 1          | 0         | 2.0  | .000  | .000 | .000      | .0    | .0     | .0        | .0    | .0    |
| 2002./03. | Milwaukee | 4          | 3         | 8.3  | 1.000 | .000 | .000      | 2.5   | .3     | .0        | .5    | .5    |
| 2008./09. | Portland  | 6          | 6         | 27.0 | .556  | .000 | .500      | 7.3   | 1.3    | .7        | 2.0   | 3.8   |
| Ukupno    |           | 11         | 9         | 17.9 | .579  | .000 | .500      | 4.9   | .8     | .4        | 1.3   | 2.3   |

## Vanjske poveznice
- Profil na NBA.com
- Profil na Basketball-Reference.com